# BDC Marcpol
BDC Marcpol war ein polnisches Radsportteam mit Sitz in Nowy Dwór Mazowiecki.
Die Mannschaft wurde 2012 gegründet und nahm als Continental Team an den UCI Continental Circuits teil. Das Team geht aus einer national registrierten Mannschaft mit dem Namen BDC Team hervor. Manager war Dariusz Banaszek, der von dem Sportlichen Leiter Grzegorz Gronkiewicz unterstützt wurde. Das Team wurde zum Ablauf der Saison 2014 aufgelöst. Ein Teil des Managements und Kaders wechselten zum ukrainischen Kolss Cycling Team, bei dem sich auch der Hauptsponsor des aufgelösten Teams BDC engagiert.

## Saison 2014

### Erfolge in der UCI Asia Tour
In der Saison 2014 gelangen dem Team nachstehende Erfolge in der UCI Asia Tour.
| Datum                     | Rennen                        | Kat. | Sieger       |
| ------------------------- | ----------------------------- | ---- | ------------ |
| 30. August                | 1. Etappe Tour of China I     | 2.1  | Paweł Bernas |
| 1. September              | 3. Etappe Tour of China I     | 2.1  | Kamil Grądek |
| 30. August – 5. September | Gesamtwertung Tour of China I | 2.1  | Kamil Grądek |

### Erfolge in der UCI Europe Tour
In der Saison 2014 gelangen dem Team nachstehende Erfolge in der UCI Europe Tour.
| Datum        | Rennen                                                  | Kat. | Sieger             |
| ------------ | ------------------------------------------------------- | ---- | ------------------ |
| 1. Mai       | Memoriał Andrzeja Trochanowskiego                       | 1.2  | Kamil Grądek       |
| 16. Mai      | Visegrád 4 Bicycle Race – Grand Prix Slovakia           | 1.2  | Paweł Bernas       |
| 17. Mai      | Visegrád 4 Bicycle Race – Grand Prix Hungary            | 1.2  | Paweł Bernas       |
| 20. Juni     | 2. Etappe Serbien-Rundfahrt                             | 2.2  | Jarosław Kowalczyk |
| 19.–21. Juni | Gesamtwertung Serbien-Rundfahrt                         | 2.2  | Jarosław Kowalczyk |
| 21.–22. Juni | Gesamtwertung Memorial im. J. Grundmanna J. Wizowskiego | 2.2  | Błażej Janiaczyk   |
| 2. Juli      | 2. Etappe Course de la Solidarité Olympique             | 2.2  | Kamil Grądek       |
| 2. August    | 6. Etappe Dookoła Mazowsza                              | 2.2  | Eryk Latoń         |

### Zugänge – Abgänge
| Zugänge          | Team 2013 | Abgänge          | Team 2014                 |
| ---------------- | --------- | ---------------- | ------------------------- |
| Błażej Janiaczyk | Bank BGŻ  | Konrad Dąbkowski | ActiveJet Team            |
| Adam Stachowiak  | Bank BGŻ  | Jakub Foltyn     | KS Pogoń Mostostal Puławy |
|                  |           | Adam Pierzga     | Unbekannt                 |
|                  |           | Marcin Sapa      | Unbekannt                 |
|                  |           | Damian Walczak   | Unbekannt                 |

### Mannschaft
| Name               | Geburtstag         | Nationalität | Team 2015                   |
| ------------------ | ------------------ | ------------ | --------------------------- |
| Adrian Banaszek    | 21. Oktober 1993   | Polen        | Kolss-BDC Team              |
| Paweł Bernas       | 24. Mai 1990       | Polen        | ActiveJet Team              |
| Kamil Grądek       | 17. September 1990 | Polen        | ActiveJet Team              |
| Kacper Gronkiewicz | 29. Juni 1993      | Polen        |                             |
| Błażej Janiaczyk   | 27. Januar 1983    | Polen        | Kolss-BDC Team              |
| Piotr Kirpsza      | 27. Mai 1989       | Polen        |                             |
| Mateusz Komar      | 18. Juli 1985      | Polen        | Whistle Team Ziemia Brzeska |
| Jarosław Kowalczyk | 23. April 1989     | Polen        |                             |
| Eryk Latoń         | 22. August 1993    | Polen        | CCC Sprandi Polkowice       |
| Leszek Pluciński   | 3. Juni 1990       | Polen        | CCC Sprandi Polkowice       |
| Robert Radosz      | 8. Juli 1975       | Polen        |                             |
| Adam Stachowiak    | 10. Juli 1989      | Polen        | Kolss-BDC Team              |

## Platzierungen in UCI-Ranglisten
UCI Africa Tour
| Saison | Mannschaftswertung | Fahrerwertung      |
| ------ | ------------------ | ------------------ |
| 2012   | -                  | -                  |
| 2013   | 9.                 | Paweł Bernas (99.) |
| 2014   | -                  | -                  |

UCI Asia Tour
| Saison    | Mannschaftswertung | Fahrerwertung      |
| --------- | ------------------ | ------------------ |
| 2012-2013 | -                  | -                  |
| 2014      | 15.                | Kamil Grądek (10.) |

UCI Europe Tour
| Saison | Mannschaftswertung | Fahrerwertung           |
| ------ | ------------------ | ----------------------- |
| 2012   | 55.                | Damian Walczak (207.)   |
| 2013   | 30.                | Konrad Dąbkowski (121.) |
| 2014   | 17.                | Paweł Bernas (73.)      |